# シノビオリン
シノビオリン（Synoviolin）はSYVN1遺伝子にコードされるE3ユビキチンリガーゼである。SYVN1が発現している組織である滑膜細胞（synovial cell）にちなんでシノビオリンと名づけられた。リウマチの原因遺伝子の一つとして知られる。HRD1(HMG-CoA Reductase Degradation 1 Homolog)とも呼ばれる。

## 機能
シノビオリンは小胞体関連分解に関わるタンパク質である。シノビオリンは、小胞体ストレスによって発現が誘導され、小胞体ストレスの原因となる変性タンパク質を、小胞体から細胞質へと逆行性輸送することで除去する。SEL1Lとの複合体であるSEL1L-HRD1複合体は哺乳類で最もよく保存されている小胞体関連分解機構である。シノビオリンはまたユビキチン-プロテアソームシステムによる変性タンパク質分解も行う。シノビオリンノックアウトマウスは胚性致死であることから、胚発生に必須であると考えられている。